# Mariana van Zeller
Mariana de Vilhena de Bettencourt van Zeller (Cascais, 7 de mayo de 1976) es una periodista portuguesa y corresponsal de National Geographic. Es una antigua corresponsal de la serie documental Vanguard de Current TV.

## Biografía
Van Zeller estudió Relaciones Internacionales en la Universidad Lusíada de Lisboa. Después de graduarse, trabajó dos años para el SIC, que era a la fecha la primera y más grande cadena de televisión privada de Portugal. En dicho canal se unió a SIC Notícias, el canal de noticias de la cadena.
Luego de intentos de estudiar periodismo en la Universidad de Columbia, fue aceptada y voló a Nueva York. Después de un mes acaecieron los Atentados del 11 de septiembre, y ella, como única periodista portuguesa en aquel momento en Nueva York, aprovechó la oportunidad y transmitió en vivo los hechos para Jornal da Noite. Esta aparición se convirtió en el detonante para dar rienda suelta a su carrera.
Después de graduarse de Columbia, Van Zeller se mudó a Londres para trabajar en una producción, que esperaba cubrir la Guerra de Irak. Con Londres como su nueva base, estudió árabe en la Universidad de Damasco en Siria, con el fin de buscar mejores historias en Medio Oriente, donde permanece seis meses. Alrededor de dos años, sus documentales independientes en Siria aparecieron en la PBS estadounidense, la CBC canadiense y la Channel 4 británica. En 2005 se unió a Current TV, canal independiente del político Al Gore, como corresponsal y productora de la serie documental Vanguard. En 2011 fue invitada para ser reportera corresponsal de la National Geographic, donde continúa produciendo documentales de investigación como Acceso Nat Geo.

## Documentales
Éstos son algunos de los documentales que realizó Van Zeller.
- La Ciudad de Dios, Armas & Pandillas: Documental sobre la nueva iniciativa audaz de Brasil para transformar las favelas de Río de Janeiro antes de que el país sea sede de la Copa del Mundo de 2014 y los Juegos Olímpicos 2016.
- Puerta de entrada a la heroína: Documental sobre cómo y por qué la oxicodona ha impulsado una nueva epidemia de la heroína en Massachusetts.
- Esta (ilegal) vida americana: Documental sobre las personas que viven ilegalmente en los Estados Unidos, la exploración de la vida de un estudiante de la UCLA y un selector de fresa.
- Misioneros del odio: Un documental sobre la influencia religiosa estadounidense en la toma de la homosexualidad como un crimen punible con la muerte en Uganda.
- El expreso de la oxicodona: Un documental sobre el abuso de las drogas médicas (opiáceos) en los Estados Unidos.
- Violación en la reserva: Acerca de las mujeres nativas americanas violadas en las reservas indias.
- El ejército de Obama: Sobre el equipo de la campaña de Obama, sus trabajadores y jóvenes voluntarios.
- Contrabandistas con Mariana van Zeller: Un documental sobre el contrabando de drogas Internacionalmente de National Geographic

## Premios
| Año  | Premio                                 | Organización                                                | Obra                         |
| ---- | -------------------------------------- | ----------------------------------------------------------- | ---------------------------- |
| 2009 | Premios Webby                          | International Academy of Digital Arts and Sciences          | "El ejército de Obama"       |
| 2010 | Premios Peabody                        | Henry W. Grady College of Journalism and Mass Communication | "El expreso de la oxicodona" |
| 2011 | "The greatest person of the day"       | The Huffington Post                                         |                              |
| 2011 | Livingston Award for Young Journalists | Mollie Parnis Livingston Foundation                         | "Violación en las reservas"  |

## Vida personal
Mariana está casada con su antiguo compañero de la universidad de Columbia, Darren Foster, quien también es periodista y productor. Con él tuvo un hijo llamado Vasco en julio de 2010. Descubrió su vocación en la adolescencia mientras veía reportajes que hacía la Jornal da Noite.
Es hija única del primer matrimonio, el 25 de octubre de 1974, de Eduardo Belo van Zeller (Caxias (Oeiras), Lisboa, 12 de agosto de 1943) —hermano de Francisco van Zeller— con Marta Filomena de Vilhena de Bettencourt (Santa Isabel (Lisboa), 23 de mayo de 1955). 
Domina el portugués, inglés, español, francés e italiano. Habla también algo de árabe, pues antes habría estudiado esta lengua durante su estancia en Siria.